# Tadeusz Żakiej
Tadeusz Żakiej, znany jako Tadeusz Marek (ur. 13 stycznia 1915 we Lwowie, zm. 6 października 1994 w Warszawie) – polski muzykolog, pisarz i publicysta muzyczny, aktor, recytator, lektor w Polskim Radiu. Wydawał książki kucharskie i publikacje kulinarne.

## Życiorys
Studiował prawo na Uniwersytecie Jana Kazimierza oraz muzykologię w Konserwatorium Polskiego Towarzystwa Muzycznego we Lwowie, pod kierownictwem Stefanii Łobaczewskiej i Seweryna Barbaga. Ukończył kurs śpiewu operowego i studia aktorskie w Państwowym Instytucie Sztuki Teatralnej w Warszawie.
Po II wojnie światowej działał na Śląsku. W sezonie 1946/1947 występował w Teatrze Miejskim im. J. Słowackiego w Opolu. Był też naczelnikiem Wydziału Kultury i Sztuki Urzędu Wojewódzkiego Śląsko-Dąbrowskiego w Katowicach z siedzibą w Opolu.
W roku 1966 założył kwartalnik „Polish Music–Polnische Musik” (wydawany przez Agencję Autorską ZAIKS w języku angielskim i niemieckim) i do 1984 kierował nim jako redaktor naczelny. Był autorem publikacji na tematy muzyczne, ponadto opracowywał utwory muzyczne i liczne audycje radiowe.
Pod pseudonimem Maria Lemnis i Henryk Vitry wydawał książki kucharskie, publikował także artykuły kulinarne w miesięczniku „Ty i Ja”.
Przyjaciel Jerzego Andrzejewskiego.

## Ordery i odznaczenia
- Złoty Krzyż Zasługi (18 stycznia 1946)[5]

## Publikacje

### Jako Tadeusz Marek
- Dawna muzyka lutniowa i gitarowa, Czytelnik, Warszawa 1953
- Franciszek Schubert, Polskie Wydawnictwo Muzyczne, Kraków 1952, trzecie i następne wydania pt. Schubert
- Poematy symfoniczne Karłowicza, Polskie Wydawnictwo Muzyczne, Kraków 1959
- Fryderyk Chopin. Listy – výber z korešpondencje, Bratysława 1960
- Współczesna muzyka polska 1945–56, Polskie Wydawnictwo Muzyczne, Kraków 1956

### Jako Maria Lemnis i Henryk Vitry
- Książka kucharska dla samotnych i zakochanych, Iskry 1959
- „Iskier” przewodnik sztuki kulinarnej, Iskry 1976
- W staropolskiej kuchni i przy polskim stole, Interpress 1979, przekłady na język angielski, niemiecki, rosyjski i czeski